# Chiesa di San Lorenzo (Alto Malcantone)
La chiesa parrocchiale di San Lorenzo è un edificio religioso che si trova a Breno, frazione di Alto Malcantone in Canton Ticino.

## Storia
Una chiesa di origine medievale era menzionata in documenti storici risalenti al 1233, ma nel 1592 essa venne completamente rimaneggiata e ricostruita ruotandone anche l'asse di simmetria di 90 gradi verso nord. Nel 1822 si procedette alla costruzione dell'abside, mentre nel 1912 venne realizzata l'attuale facciata in stile neoclassico, su progetto dell'architetto Giuseppe Bordonzotti. Nel 1518 venne costruito il campanile, sfruttando un basamento preesistente.

## Descrizione
La chiesa si presenta con una pianta ad unica navata, coperta da una volta a botte lunettata. Al di sopra del coro è stata realizzata una cupola.